# Villa Estense
Villa Estense – miejscowość i gmina we Włoszech, w regionie Wenecja Euganejska, w prowincji Padwa.
Według danych na rok 2004 gminę zamieszkiwały 2423 osoby, 151,4 os./km².